# Bolintin-Deal
Bolintin-Deal est une commune du județ de Giurgiu en Roumanie.